# 谢尔普-莫洛特农村居民点
谢尔普-莫洛特农村居民点（俄语：Серпо-Молотское сельское поселение）是俄罗斯联邦伏尔加格勒州新尼古拉耶夫斯基区所属的一个农村居民点。其下辖有4个居民点，行政中心为谢尔普-莫洛特。据2016年统计，该农村居民点的人口为1093人。